# Santuari de Las Lajas
El Santuari de Las Lajas o Santuari de Nostra Senyora del Roser de Las Lajas és un temple i basílica per al culte cristià catòlic i veneració de «Nuestra Señora de Las Lajas» situat a Ipiales, Departament de Nariño, sud de la República de Colòmbia i és destí de pelegrinatge i turisme des del segle xviii.

## Situació geogràfica
El santuari està situat al congost del riu Guáitara, en el corregiment de Las Lajas del municipi d'Ipiales, a set quilòmetres de la ciutat capçalera municipal, al departament de Nariño (Colòmbia) i a 10 km de la frontera amb l'Equador.

## Arquitectura

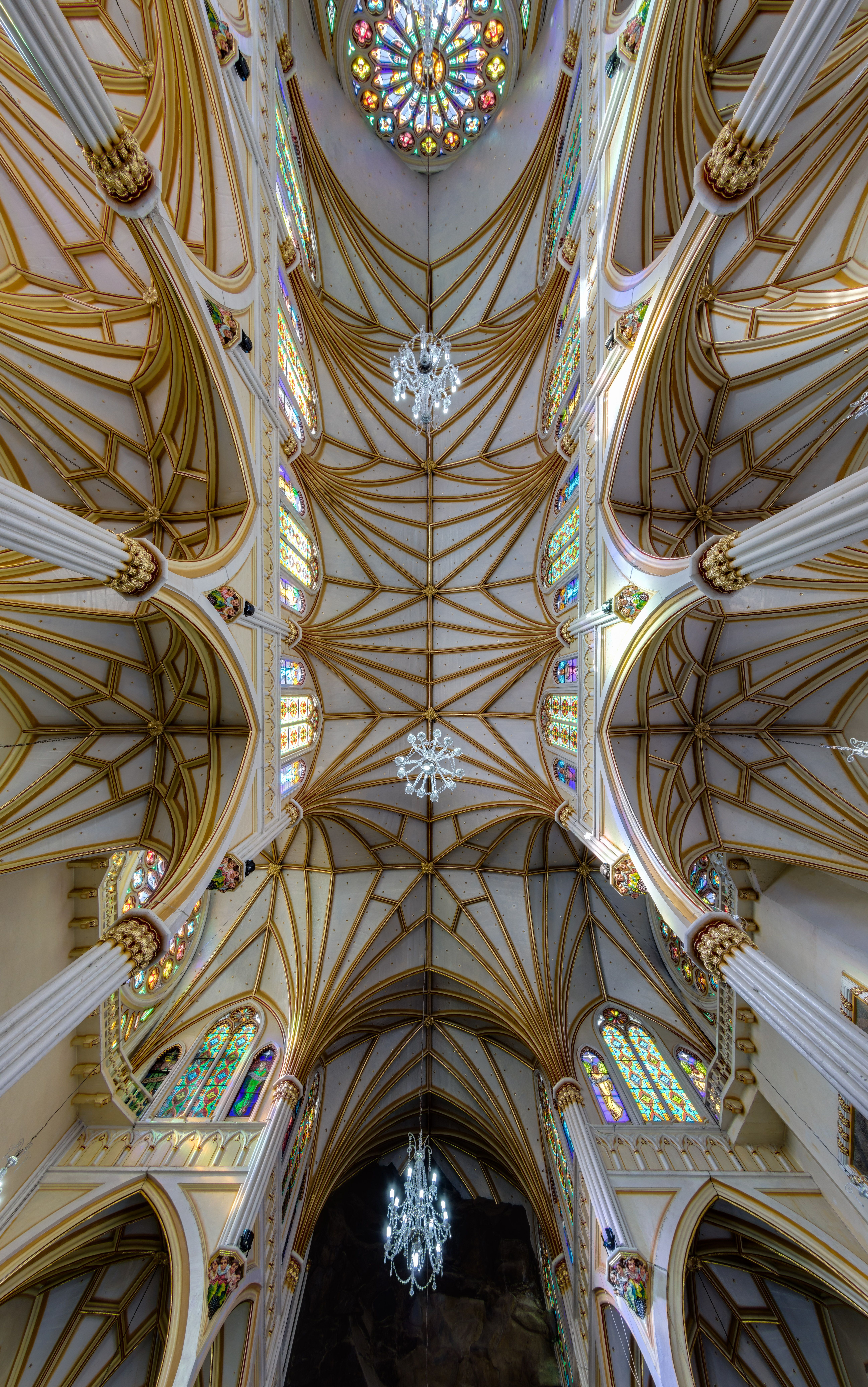
Arquitectura interior del santuari

L'edificació actual, construïda al començament del segle xx, va substituir una capella que datava del segle xviii i és una església de pedra grisa i blanca d'estil neogòtic, a imitació del gòtic tardà del segle xiv, consta de tres naus construïdes sobre un pont de dos arcs que creua sobre el riu i que fa d'atri o plaça de la basílica unint-la amb l'altre costat del congost.
L'alçada del temple, des de la seva base fins a la torre és de 100 metres, i el pont mesura 50 metres d'alçada per 17 metres d'amplada i 20 metres de llarg.
L'edifici principal mesura 27.50 m de fons per 15 m d'amplada. A l'interior, les tres naus estan cobertes amb voltes de creueria. Té mosaics en fibra de vidre i durant dia, la seva il·luminació la dona el llum que es filtra pels vitralls fets per l'alemany Walter Wolf. El fons o absis de les tres naus és el mur de pedra natural del congost i a la nau central es destaca la imatge de la Verge del Roser pintada per un autor desconegut en una llosa. El basament del temple pròpiament dit, a més a més dels dos arcs de mig punt del pont, és una cripta d'estil romànic, de tres naus cobertes amb voltes de canó d'estructura en carreus i que està dedicada al Sagrat Cor de Jesús.1
A l'exterior es destaquen tres torres que acaben en agulles decorades; finestrals, rosasses, arcbotants, contraforts i pinacles.
Els murs que flanquegen els accessos al santuari característicament graonats per la topografia del terreny, estan plens d'exvots i plaques amb agraïments pels favors rebuts, així com amb aparells ortopèdics per donar testimoni de curacions atribuïdes al favor de l'advocació venerada.

## Història
El franciscà fra Juan de Santa Gertrudis, a la seva crònica del viatge entre 1756- 1762 pel sud del Regne de Nova Granada, publicada en quatre volums amb el títol de Maravillas de la naturaleza, esmenta el santuari en el llibre III, estant possiblement la referència més antiga de la seva existència.

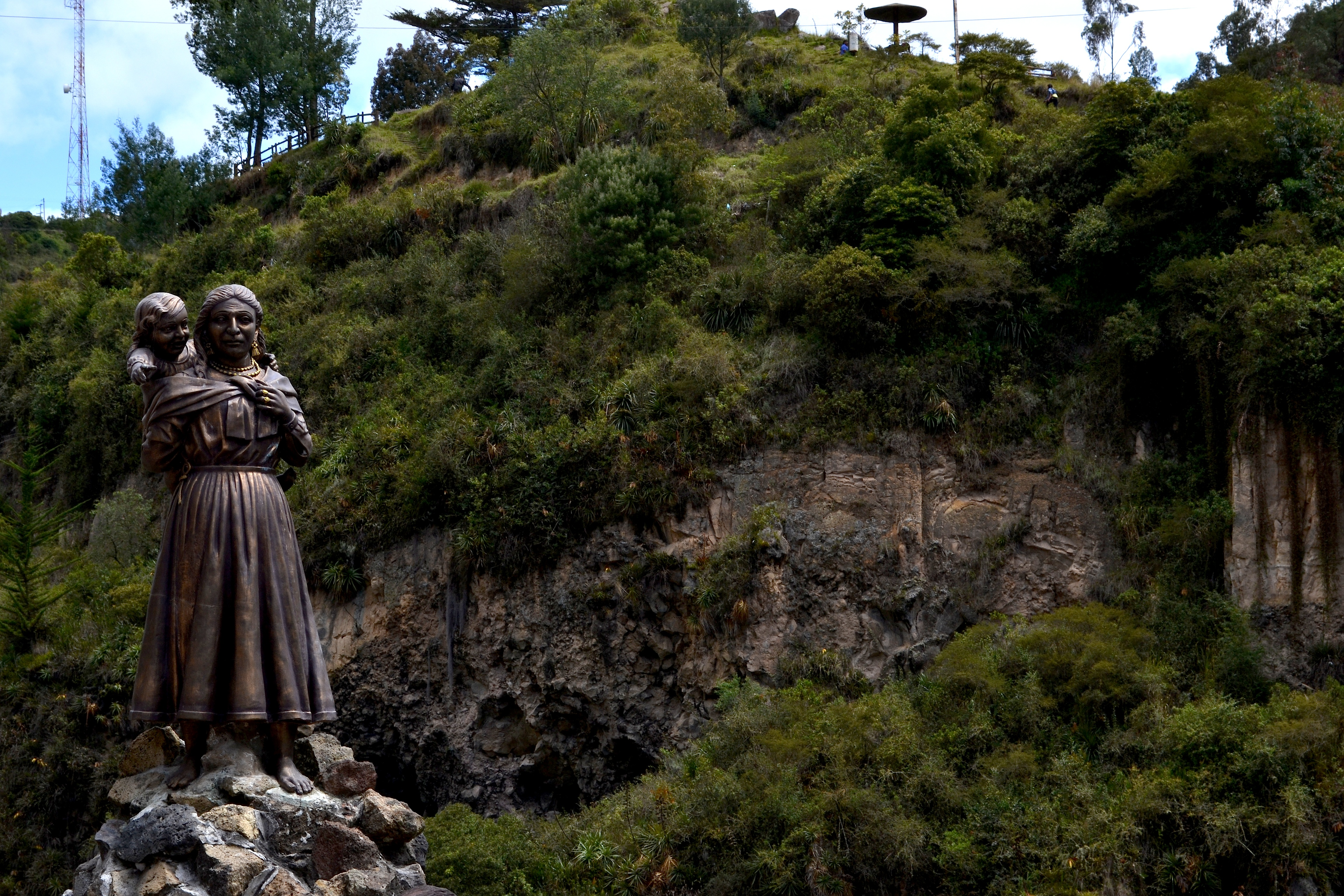
Escultura de María Mueses i la seva filla Rosa.

Posteriorment, monsenyor Justino Mejia y Mejia, capellà del santuari entre 1944 a 1977, i historiador, ens refereix la història actualment acceptada i que explica com al voltant de 1754 la imatge de la Mare de Déu del Rose va ser descoberta per una indígena anomenada María Mueses amb Rosa, la seva filla petita, quan es dirigien d'Ipiales a casa seva a Potosí; en veure's sorpreses per una tempesta, María i la seva filla, van buscar refugi a la vora del camí entre les cavitats formades per les pedres planes i amples o lloses naturals immenses que caracteritzen aquesta zona del congost del riu. Per a sorpresa de la mare, la nena que fins aquest moment era considerada sordmuda crida] la seva atenció amb les paraules: "Mamita, la mestiza me llama..." assenyalant la pintura segurament il·luminada en forma suggestiva pels llampecs.
Després que les autoritats i els habitants de la regió van comprovar la veritat dels fets, van ser qualificats com a prodigi per les autoritats eclesiàstiques el 15 de setembre de 1754, el lloc va ser convertit en una referència per a tota la comarca inclòs el nord de l'Equador i es va procedir a edificar el santuari la història del qual té cinc èpoques ben definides.

### Etapes del santuari

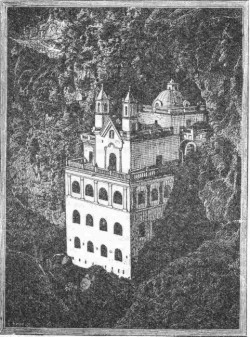
Santuari de Las Lajas, a la seva tercera època, segons un gravat de 1853.

- La primera etapa abasta la construcció d'una cabanya de fusta i palla, amb una durada de 40 anys.
- La segona, la construcció d'una capella amb materials de maó i calç, amb terminació en cúpula.

| « | El primer de gener de 1795 es va començar a treballar la pedra d'obra de pedra picada per a la capella de Nostra Senyora de Las Lajas i en aquest dia es van gastar vint-i-cinc pesos en socórrer els indis picapedrers que van venir de la vila Ibarra. Segurament, a començaments de 1796, es va donar plenament a l'esmentada construcció i, d'allà en endavant, va continuar el curs de l'obra amb generositat, diligència i constància, posant al servei d'ella els escassos ingressos que percebia la parròquia, el treball de les pròpies mans dels habitants i l'àmplia cooperació de diversos arquitectes equatorians. Després de set anys de constants esforços, es va construir la capella que comptava amb 7 m de llarg per 6 m d'amplada | » |

- La tercera és l'eixamplament de l'edifici en direcció sudoccident, amb la intervenció de l'arquitecte equatorià Mariano Aulestia, edificació que va durar més d'un segle causant admiració per la seva atrevida construcció. L'escriptor, i després president de Colòmbia, Santiago Pérez Manosalva en la seva crònica titulada Apuntes de un viaje por el sur de la Nueva Granada, en 1853[6] descriu:

| « | Avançant cap al sud i davallant com per una espiral de pedra, sobtadament troba el viatger, enmig de penyals i com treballada al cor d'ells, una capella, la part externa de la qual es mostra atrevida i graciosament sobre el precipici. Aquesta part és de maçoneria; l'interior és tot format per la roca mateixa, tallada a lloses, i en una d'aquestes es veu dibuixada a l'oli la imatge de la Verge, a qui ha aixecat la natura i l'home completat aquest altar a les entranyes de la penya. Les aigües corren quaranta peus a baix; les muralles es destaquen rocalloses; el bosc borratxeja al voltant, i tots els contorns es presenten amb silvestre majestat | » |

- La quarta és el projecte d'una placeta i pont de dos arcs.
- La cinquena, està relacionada amb l'edificació de l'actual santuari. La seva construcció va ser iniciada l'1 de gener de 1916 amb la benedicció de la primera pedra; l'obra va ser a càrrec de l'enginyer equatorià J. Gualberto Pérez i del colombià Lucindo Espinosa, i es va acabar a l'agost de 1949. Es calcula que el seu cost va ser de 1.850.000 pesos colombians de l'època ($1.000.000 dòlars aproximadament[7]) aconseguits gràcies als aportaments dels nombrosos i fidels devots especialment de Colòmbia i l'Equador.

### Fets destacats

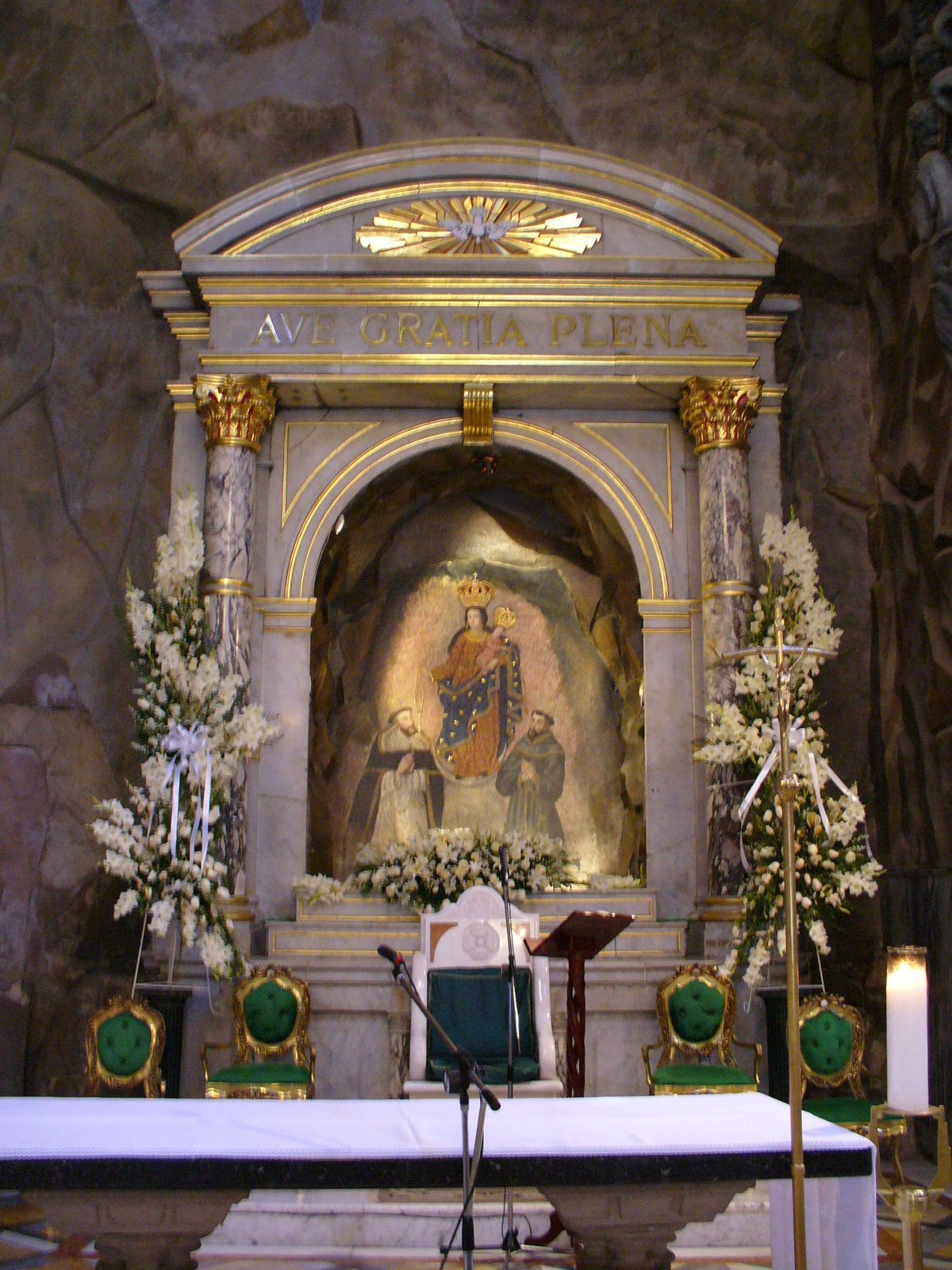
Altar principal del Santuari amb la pintura en pedra de Nostra Senyora de Las Lajas.

- 1951 el Vaticà va decretar la coronació canònica de Nostra Senyora de Las Lajas i el santuari és basílica menor des de 1954.
- 1984 el santuari és declarat «monument part del patrimoni cultural» del país, mitjançant Resolució 007 del 28-12-1984 del Govern colombià.
- 2006, mitjançant Resolució 1592 d'octubre de 2006, es declara l'Església Nostra Senyora de Las Lajas, situada al municipi d'Ipiales, departament de Nariño, com «Bé d'Interès Cultural de Caràcter Nacional», i es delimita la seva àrea d'influència.
- 2007 el santuari de Las Lajas és considerat una de les set meravelles de Colòmbia en obtenir la segona votació més alta; només superada per la Catedral de Sal de Zipaquirá, en un concurs convocat pel diari colombià El Tiempo de Colòmbia.
- 2015 el diari Britànic The Daily Telegraph en una llista de 23 esglésies va escollir] el Santuari de Las Lajas com l'església més bonica del món per la seva ubicació i arquitectura.[8]

## Aspectes religiosos

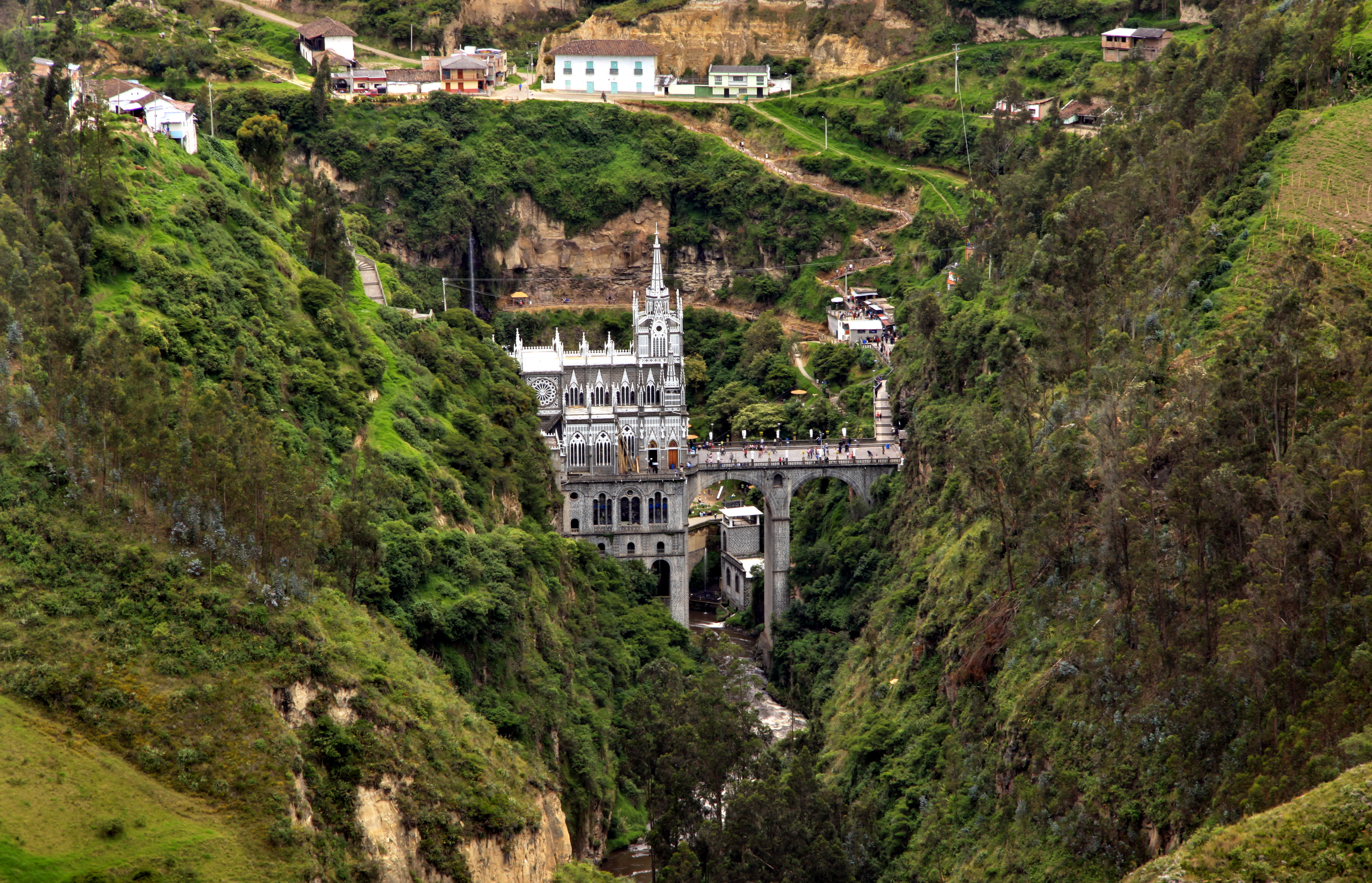
Santuari de Las Lajas vist des del nord.

La parròquia de Las Lajas forma part de la Diòcesi d'Ipiales.
El santuari és sota la cura o administració, en lo pastoral, per les germanes Franciscanes de Maria Immaculada; i a l'eclesiàstic i religiós és atès pel capellà i sacerdots adscrits a la parròquia de Nostra Senyora del Roser de Las Lajas, a la diòcesi d'Ipiales.
Els serveis religiosos es fan al ritu litúrgic catòlic romà.
El pelegrinatge dels devots al santuari és permanent però s'incrementa en tres èpoques de l'any: al setembre quan se celebren les festes patronals, per damunt de tot els dies 15 i 16 de setembre; Dijous Sant quan, els pelegrins, especialment des de la ciutat de Pasto, o de Túquerres i pobles propers, i de l'Equador, arriben a peu després d'una travessia de més de 12 hores. També hi ha pelegrinatge al desembre i els primers dies de gener de cada any.